# Bruno Leali
Bruno Leali (Roè Volciano, 6 marzo 1958) è un ex ciclista su strada e dirigente sportivo italiano.
Professionista dal 1979 al 1994, conta la vittoria di una tappa al Giro d'Italia.

## Carriera

### Ciclista
Passò professionista nel 1979 e fu per molti anni uno dei punti fermi della squadra di Davide Boifava, la Inoxpran poi rinominata in Carrera Jeans. Gregario di valore, seppe nonostante il suo ruolo ottenere diversi successi e piazzamenti, tra cui il Giro del Lazio e una tappa al Giro d'Italia.
Seppe mettersi in luce anche al Tour de France, dove però non andò mai al di là di qualche buon piazzamento; ebbe il suo anno di gloria nel 1987, quando fece sua la Coppa Agostoni, e dato che quell'anno era anche prova valida per il campionato italiano ebbe l'onore di vestire la casacca tricolore.
Dopo quella stagione conseguì qualche altro piazzamento e una tappa al Grand Prix du Midi Libre nel 1991. Al Giro d'Italia del 1993 ebbe inoltre il privilegio di sfilare per tre giorni la maglia rosa al leader di quell'anno, lo spagnolo Miguel Indurain. Si ritirò dalle corse nel giugno 1994 dopo aver gareggiato con la maglia della neonata Brescialat-Refin.

### Dopo il ritiro
Dopo il ritiro dalle corse fu direttore sportivo per formazioni professionistiche, tra cui prima la stessa Brescialat e ultima, nel biennio 2000-2001, la Mercatone Uno; nel 2002 assunse quindi la direzione dell'Egidio-Unidelta, squadra dilettantistica bresciana nota nelle stagioni seguenti anche come Unidelta e Lucchini-Unidelta.
Nel giugno 2010 viene sorpreso alla partenza del Girobio con in camera medicinali, integratori, aghi a farfalla e siringhe; la sua squadra, la Lucchini-Unidelta-Ecovalsabbia, viene immediatamente esclusa dagli organizzatori della corsa per violazione delle regole di partecipazione. Nel maggio 2011 Leali viene quindi inibito a vita dal Tribunale Nazionale Antidoping.

## Palmarès
- 1976 (dilettanti)

Trofeo Comune di Piadena
- 1977 (dilettanti)

Gran Premio Colli Rovescalesi
- 1978 (dilettanti)

Coppa Città di Bozzolo
- 1980 (Inoxpran, una vittoria)

5ª tappa, 1ª semitappa Vuelta al País Vasco (Zornotza > Azkoitia)
- 1982 (Inoxpran, una vittoria)

6ª tappa Settimana Ciclistica Bergamasca (? > Fara d'Adda)
- 1984 (Carrera-Vagabond, due vittorie)

18ª tappa Giro d'Italia (Lecco > Merano)
3ª tappa Ruota d'Oro (Salò > Salò)
- 1985 (Carrera-Vagabond, una vittoria)

Giro del Lazio
- 1987 (Carrera-Vagabond, due vittorie)

Coppa Agostoni (valida come campionati italiani)
Trofeo Baracchi (cronocoppie con Massimo Ghirotto)
- 1989 (Gewiss-Bianchi, due vittorie)

3ª tappa Settimana Siciliana (Belpasso)
Classifica generale Settimana Siciliana
- 1991 (Gis Gelati-Ballan, una vittoria)

3ª tappa Grand Prix du Midi Libre (Palavas-les-Flots > La Grand-Combe)

### Altri successi
- 1986 (Carrera-Vagabond, una vittoria)

Premio Miglior Compagno di squadra Tour de France

## Piazzamenti

### Grandi Giri
- Giro d'Italia

1980: 65º
1981: 28º
1982: 52º
1983: 19º
1984: 20º
1985: 80º
1986: 58º
1987: 57º
1989: non partito (13ª tappa)
1990: 120º
1991: 70º
1992: 18º
1993: 15º
1994: 47º
- Tour de France

1979: 77º
1982: 76º
1984: 76º
1985: ritirato (16ª tappa)
1986: 73º
1988: 77º
- Vuelta a España

1990: non partito (20ª tappa)
1992: 88º
1993: 51º
1994: ritirato (19ª tappa)

### Classiche monumento
- Milano-Sanremo

1979: 95º
1980: 18º
1981: 48º
1982: 55º
1983: 66º
1985: 28º
1987: 24º
1988: 68º
1989: 92º
1990: 144º
1994: 76º
- Giro delle Fiandre

1986: 7º
1987: 47º
1992: 37º
1994: 33º
- Parigi-Roubaix

1986: 35º
1987: 9º
- Liegi-Bastogne-Liegi

1978:
- Giro di Lombardia

1985: 20º

### Competizioni mondiali
- Campionati del mondo su strada

Goodwood 1982 - In linea: ritirato
Altenrhein 1983 - In linea: ritirato
Barcellona 1984 - In linea: 15º
Giavera del Montello 1985 - In linea: 58º
Colorado Springs 1986 - In linea: 78º
Villach 1987 - In linea: 53º
Ronse 1988 - In linea: 66º